# 주천초등학교 (전북)
주천초등학교는 대한민국 전북특별자치도 진안군 주천면 주양리에 있는 공립 초등학교이다.

## 학교 연혁
- 1919년 7월 14일 주천공립보통학교 개교
- 1938년 4월 1일 주천공립심상소학교로 개칭
- 1941년 4월 1일 주천공립국민학교로 개칭
- 1945년 8월 15일 주천국민학교로 개칭
- 1981년 3월 10일 병설유치원 개원
- 1992년 3월 1일 농촌형 급식 실시
- 1996년 3월 1일 주천초등학교로 개명
- 1998년 2월 28일 구봉초등학교 본교에 통합
- 1999년 2월 28일 대불초등학교 본교에 통합
- 2009년 10월 7일 전주KBS ‘열려라 동요세상’출연 -주천초등학교 편-
- 2022년 2월 11일 제101회 졸업 7명 (총 3,310명)
- 2022년 9월 1일 제29대 정정순 교장 부임

## 학교 상징
- 교목 : 전나무 - 강직성과 영원성, 그리고 곧게 뻗어가는 기상을 대표하는 나무로 미래의 주인공인 우리 주천 어린이들이 곧은 기상으로 어디서든 두각을 드러내기를 기원함.
- 교화 : 목련 - 은혜와 존경의 의미로 부모님과 선생님의 은혜에 감사하고 참 존경의 의미로 아는 어린이를 기원함.
- 교조 : 꾀꼬리 - 맑고 아름다운 마음과 목소리로 동요를 사랑하고 즐겨 부르는 어린이를 기원함.

## 참고 자료
- 주천초등학교 - 한국교육학술정보원 학교알리미